# ویگو ینسن (بازیکن فوتبال، زاده ۱۹۴۷)
ویگو ینسن (دانمارکی: Viggo Jensen؛ زادهٔ ۱۵ سپتامبر ۱۹۴۷) بازیکن سابق و مربی فوتبال اهل دانمارک است.
از باشگاه‌هایی که در آن بازی کرده‌است می‌توان به باشگاه فوتبال بایرن مونیخ، باشگاه فوتبال ادنسه، باشگاه فوتبال اسبیرگ، و باشگاه فوتبال گروتر فورث اشاره کرد.
وی همچنین در تیم ملی فوتبال دانمارک بازی کرده‌است.